# تپه چغا طیله
تپه چغا طیله مربوط به دوره اشکانیان - دوره ساسانیان است و در شهرستان بروجرد، بخش مرکزی، دهستان شیروان، ۵۰۰ متری جنوب روستای زارم واقع شده و این اثر در تاریخ ۲۸ اسفند ۱۳۸۵ با شمارهٔ ثبت ۱۸۳۶۴ به‌عنوان یکی از آثار ملی ایران به ثبت رسیده است.